# Šlibar
Šlibar je priimek več znanih Slovencev:
- Alfred Šlibar (Dunaj, 1921–2013), inž. mehatronike, uinv. prof. na Dunaju in Stuttgartu
- Janez Šlibar, športna gimnastika-trener mladincev, tlakoval pot Miru Cerarju
- Jože Šlibar (*1935), strokovnjak za sadjarstvo in vinogradništvo
- Jože Šlibar (*1934), smučarski skakalec (inženir gozdarstva)
- Ljudmila (Mila) Šlibar (1893–1974), prof. telovadbe, publicistka
- Ljudmila Šlibar Gorkič (1929–2011), zdravnica, amaterska slikarka
- Matjaž Šlibar (*1970), šahist
- Miha Šlibar, športni delavec, predsednik veslaškega kluba Bled
- Milica Rožman Šlibar (*1932), telovadka
- Mirko Šlibar, glasbeni pedagog
- Miro Šlibar (*1950), bolniški duhovnik, monsinjor
- Neva Šlibar (*1949), literarna zgodovinarka-germanistka, univ. profesorica
- Vladimir Šlibar (*1947), etnolog, muzealec